# Iwan Popaszenko
Iwan Petrowicz Popaszenko ros. Иван Петрович Попашенко (ur. 1898, zm. 21 stycznia 1940 w więzieniu na Łubiance) – funkcjonariusz radzieckich organów bezpieczeństwa, starszy major bezpieczeństwa państwowego.

## Pochodzenie
Urodzony na terenie guberni woroneżskiej, w rodzinie chłopskiej. W 1906 roku przeniósł się do Samarkandy, gdzie w latach 1910–1915 kształcił się w akademii. Od marca 1915 do stycznia 1918 roku pracował jako protokolant sądowy. W lipcu 1918 roku został członkiem Partii Komunistycznej WKP(b). Służył w RKKA od lutego do maja 1918 roku, później do marca 1919 roku jako sekretarz w Samarkandzkim Obwodowym Trybunale Rewolucyjnym. Przez następny rok był przewodniczącym tego trybunału.

## Służba w organach bezpieczeństwa
Służbę w organach bezpieczeństwa rozpoczął w marcu 1920 roku, do listopada 1920 roku służył jako śledczy w Oddziale Specjalnym (Osobyj Odtieł – OO, kontrwywiad wojskowy) w Samarkando-Bucharskiej grupie wojsk. Komisarz ds. organizacji dzielnicowych Czeka w Samarkandzie. W tym samym czasie był komisarzem w Oddziale Specjalnym podczas walk we wschodniej Bucharze. Następnie, od listopada 1920 do czerwca 1921 roku, był szefem Wydziału Agenturalnego i zastępcą szefa Oddziału Specjalnego Nr 1, który zajmował się ochroną granicy z Chinami w tamtejszym regionie.
Jako komisarz został upoważniony ze specjalnym Oddziałem Czeka do zwalczania żołnierzy atamana generała Aleksandra Dutowa. Od czerwca do końca 1921 roku był komisarzem i zastępcą szefa Tajnego Oddziału Operacyjnego (СОЧ/SOCz) Oddziału Specjalnego Turkiestańskiego Frontu, a od końca 1921 roku do sierpnia 1923 roku szefem Oddziału Specjalnego (OO) przy Pełnomocnym Przedstawicielstwie (ПП/PP) Głównego Zarządu Politycznego (ГПУ/GPU) w Turkiestańskim regionie. Następnie został pełnomocnikiem Oddziału Specjalnego Pełnomocnego Przedstawicielstwa przy Zjednoczonym Państwowym Zarządzie Politycznym (OO ПП ОГПУ), na południowym wschodzie, sprawował to stanowisko od sierpnia 1923 do końca 1923 roku.
Pod koniec 1923 roku został awansowany i objął stanowisko zastępcy lub asystenta naczelnika Oddziału Specjalnego (ds. Kontrwywiadu wojskowego) przy Północnokaukaskim Okręgu Wojskowym, lecz sprawował to stanowisko tylko do stycznia 1924 roku więc niecały miesiąc, kiedy to został przeniesiony na to samo stanowisko: pomocnik asystent naczelnika Oddziału Tajno Operacyjnego (СОЧ/SOCz) regionu Kubańsko-Morza Czarnego Oddziału GPU, sprawował to stanowisko do lipca 1924 roku. Przez następne lata sprawował różne funkcje w aparacie służby bezpieczeństwa i kontrwywiadu wojskowego w tym samym rejonie, aż na początku 1931 roku został zastępcą szefa Oddziału Specjalnego Pełnomocnego Przedstawicielstwa OGPU w środkowej Azji, jeszcze w marcu 1931 roku został szefem Oddziału Specjalnego Pełnomocnego Przedstawicielstwa OGPU w środkowej Azji. Sprawował te stanowiska do listopada 1932 roku, wówczas został mianowany szefem Oddziałów Specjalnych OGPU Środkowo Azjatyckiego Okręgu Wojskowego. Później w styczniu 1933 roku objął stanowisko szefa Kubańskiego Sektora Operacyjnego, które sprawował do 10 lipca 1934 roku.
W tym samym czasie nastąpiła reorganizacja radzieckich organów bezpieczeństwa m.in.: Zjednoczony Państwowy Zarząd Polityczny (OGPU) został zlikwidowany, a jego komórki z pewnymi zmianami włączono do nowo powstałego Ludowego Komisariatu Spraw Wewnętrznych ZSRR jako Głównego Zarządu Bezpieczeństwa Państwowego. W terenie zlikwidowano Pełnomocne Przedstawicielstwa (ПП/PP) które do tej pory funkcjonowały jako terenowe organy OGPU i utworzono Zarządy NKWD Uprawlenije NKWD (UNKWD) w poszczególnych miastach, guberniach, krajach regionach itd. Własne NKWD posiadały republiki, np. NKWD Białoruskiej SRR.
Po tych zmianach pozostał na tym samym stanowisku, które sprawował do 4 stycznia 1935 roku. Od tego dnia, do 9 stycznia 1937 roku, był szefem Zarządu NKWD (UNKWD) Adygejskiego Obwodu Autonomicznego.
Na 9 stycznia 1937 roku został przeniesiony w stopniu st. majora bezpieczeństwa państwowego NKWD, do Kujbyszewa, na stanowisko szefa Zarządu NKWD (UNKWD) Obwodu Kujbyszewskiego, oraz tym samym od 9 stycznia 1937 roku także był szefem Wydziału Specjalnego (ros. OO) Głównego Zarządu Bezpieczeństwa Państwowego Nadwołożańskiego Okręgu Wojskowego. Zapewne z racji zajmowania najwyższego stanowiska szefa UNKWD Obwodu Kujbyszewskiego w tym regionie, oraz stanowiska szefa kontrwywiadu wojskowego na ten region 26 maja 1937 roku odebrał telefonicznie rozkaz od szefa NKWD Nikołaja Jeżowa, aby osobiście aresztować marszałka ZSRR Michaiła Tuchaczewskiego, czego dokonał jeszcze tego samego dnia.

## Przeniesienie do centrali, organizacyjny i aresztowanie
Z obu stanowisk został zwolniony 28 września 1937 roku i miesiąc później przeniesiony do centrali NKWD na Łubiankę. Tam 19 października 1937 roku objął stanowisko szefa Zarządu Administracyjno-Gospodarczego(AChU/АХУ) NKWD, to stanowisko sprawował do marca 1938 roku, czyli do czasu wejścia nowej struktury organizacyjnej polegającej na likwidacji dotychczasowego Głównego Zarządu Bezpieczeństwa Państwowego NKWD.
W tym samym czasie w NKWD, LKO i innych Ludowych Komisariatach administracji państwowej działały tzw. czystki stalinowskie (zwłaszcza w NKWD).
Po ukształtowaniu się nowej struktury NKWD, 28 marca 1938 roku został awansowany na szefa 2 Oddziału (operacyjnego) I Zarządu NKWD. Jego oddział zajmował się przeszukaniami, aresztowaniami oraz obserwacją obywateli ZSRR uznanych za wrogów ludu.
Już 29 września 1938 roku powrócono do starej struktury NKWD, przywrócono kontrwywiad wojskowy do ponownie sformowanego Głównego Zarządu Bezpieczeństwa Państwowego. Pozostały Samodzielne Operacyjno-Czekistowskie Oddziały NKWD ZSRR, ale już w postaci ponumerowanych Oddziałów Specjalnych. 1, 2, 3, 4, 5; każdy z tych oddziałów zajmował się inną problematyką.
Po tej reorganizacji NKWD Popaszenko objął kierowanie 3 Oddziałem Specjalnym NKWD ZSRR. Jego oddział zajmował się tym samym co poprzednio. Mianowano go na to stanowisko 29 września 1938 roku. Został usunięty ze stanowiska 4 listopada 1938 roku, i jeszcze tego samego dnia oskarżony o szpiegostwo i inne wykroczenia i jako wróg ludu aresztowany.
Po aresztowaniu i śledztwie stanął przez Kolegium Wojskowym Sądu Najwyższego, został skazany na najwyższy wymiar kary, karę śmierci. Wyrok wykonano 19 stycznia 1940 roku, strzelając mu w głowę w kazamatach więzienia na Łubiance.
Do tej pory nie został rehabilitowany.